# Aquilino Herce y Coumes-Gay
Aquilino Herce Coumes-Gay(La Corunya, 5 de febrer de 1844 - Madrid, 27 de desembre de 1885) va ser un militar i polític gallec.
Era germà de Luis Herce Coumes-Gay i Bruno Herce Coumes-Gay. Va ingressar com a cadet a l'Acadèmia d'Artilleria de Segòvia en 1859, en 1867 va ascendir a tinent i després a capità. En 1876, després de participar en la tercera guerra carlina, fou ascendit a comandant. Amic de Francisco Romero Robledo, en la Restauració fou elegit diputat a Corts del Partit Conservador pel districte de la Corunya a les Eleccions generals espanyoles de 1876 en substitució del candidat Eliseo Sanchís Basadre. Fou governador civil de Guadalajara (1880), Saragossa (1880-1881) i Barcelona (1884-1885), així com director general de Correus i Telègrafs. En 1884 va rebre la gran creu de l'Orde d'Isabel la Catòlica.